# تركي السهيمي
تركي علي السهيمي، لاعب كرة قدم سعودي.
لعب سابقاً في نادي الاتحاد في الفئات السنية و لعب بعدها مع نادي وج ونادي الوشم.